# Freestyle ai I Giochi olimpici giovanili invernali
Le gare di freestyle dei I Giochi olimpici giovanili invernali si sono svolte a Nordkette Innsbruck e a Kühtai, in Austria, dal 14 al 22 gennaio 2012. In programma 4 eventi.

## Calendario
| Ragazzi | Qualificazioni halfpipe | Halfpipe |  |  |  | Qualificazioni ski cross | Ski cross Rinviata |  | Ski cross | 2 |
| Ragazze | Qualificazioni halfpipe | Halfpipe |  |  |  | Qualificazioni ski cross | Ski cross Rinviata |  | Ski cross | 2 |
| Totale  |                         | 2        |  |  |  |                          |                    |  | 2         | 4 |

## Podi

### Ragazzi
| Evento               | Oro                       | Punteggio                 | Argento                 | Punteggio               | Bronzo                   | Punteggio           |
| Halfpipe (dettagli)  | Kai Mahler Svizzera       | 95,00                     | Lauri Kivari Finlandia  | 90,00                   | Aaron Blunck Stati Uniti | 87,50               |
| Ski cross (dettagli) | Niki Lehikoinen Finlandia | Niki Lehikoinen Finlandia | Marzellus Renn Germania | Marzellus Renn Germania | Matti Herauf Canada      | Matti Herauf Canada |

### Ragazze
| Evento               | Oro                     | Tempo                   | Argento                             | Tempo                      | Bronzo                           | Tempo                |
| Halfpipe (dettagli)  | Elisabeth Gram Austria  | 84,75                   | Tiril Sjåstad Christiansen Norvegia | 79,25                      | Marine Tripier Mondancin Francia | 69,50                |
| Ski cross (dettagli) | Michaela Heider Austria | Michaela Heider Austria | Veronika Čamková Rep. Ceca          | Veronika Čamková Rep. Ceca | Emilie Benz Svizzera             | Emilie Benz Svizzera |

## Medagliere
| Posizione | Paese       | Oro | Argento | Bronzo | Totale |
| --------- | ----------- | --- | ------- | ------ | ------ |
| 1         | Austria     | 2   | 0       | 0      | 2      |
| 2         | Finlandia   | 1   | 1       | 0      | 2      |
| 3         | Svizzera    | 1   | 0       | 1      | 2      |
| 4         | Germania    | 0   | 1       | 0      | 1      |
| 4         | Norvegia    | 0   | 1       | 0      | 1      |
| 4         | Rep. Ceca   | 0   | 1       | 0      | 1      |
| 7         | Canada      | 0   | 0       | 1      | 1      |
| 7         | Francia     | 0   | 0       | 1      | 1      |
| 7         | Stati Uniti | 0   | 0       | 1      | 1      |
| Totale    | Totale      | 4   | 4       | 4      | 12     |